# كليف روبرتسون
كليف روبرتسون (بالإنجليزية: Cliff Robertson)‏ (مواليد 09 سبتمبر 1923 - الوفاة 10 سبتمبر 2011) هو ممثل أمريكي بدأ مسيرته الفنية عام 1943. كما أنه من الفائزين بجوائز الأوسكار وجائزة إيمي.

## الأعمال

### أفلام
- توايلايت زون (الدور: كريستيان بورن )
- الرجل العنكبوت (فيلم) (الدور: بن باركر)
- الرجل العنكبوت 2 (فيلم) (الدور: بن باركر)
- الرجل العنكبوت 3 (فيلم) (الدور: بن باركر)

## وصلات خارجية
- كليف روبرتسون على موقع IMDb (الإنجليزية)
- كليف روبرتسون على موقع الموسوعة البريطانية (الإنجليزية)
- كليف روبرتسون على موقع روتن توميتوز (الإنجليزية)
- كليف روبرتسون على موقع ألو سيني (الفرنسية)
- كليف روبرتسون على موقع تيرنر كلاسيك موفيز (الإنجليزية)
- كليف روبرتسون على موقع أول موفي (الإنجليزية)
- كليف روبرتسون على موقع قاعدة بيانات برودواي على الإنترنت (الإنجليزية)
- كليف روبرتسون على موقع قاعدة بيانات الأفلام السويدية (السويدية)
- كليف روبرتسون على موقع إن إن دي بي (الإنجليزية)
- كليف روبرتسون على موقع ديسكوغز (الإنجليزية)

- الموقع الإلكتروني